# (7668) Mizunotakao
(7668) Mizunotakao est un astéroïde de la ceinture principale.

## Description
(7668) Mizunotakao est un astéroïde de la ceinture principale. Il fut découvert le 31 janvier 1995 à Oizumi par Takao Kobayashi. Il présente une orbite caractérisée par un demi-grand axe de 2,37 UA, une excentricité de 0,17 et une inclinaison de 2,4° par rapport à l'écliptique.

## Compléments